# Молдино
Молдино — село в Удомельском городском округе Тверской области. 

## География
Расположено на озере Молдино в 38 километрах от районного центра (город Удомля).

## История
Эта местность впервые описывается в писцовой книге 1498/99 года в составе Никольского Молдинского погоста Бежецкой пятины. Во второй половине XVIII века в Молдине помещиком был Клементий Пыжов. В 1716 году в селе была построена каменная Преображенская церковь с 3 престолами. С 1773 года в селе построена церковь во имя Успения Божией Матери, сохранившаяся до наших дней в довольно ветхом состоянии. В середине XIX века частью села Молдино владели помещики Милюковы. Их крепостной Григорий Сорока (Васильев) был известен, как талантливый художник пейзажист и портретист, ученик А.Г.Венецианова. 
В конце XIX — начале XX века село входило в состав Лугинской волости Вышневолоцкого уезда Тверской губернии.
В советское время здесь была центральная усадьба колхоза "Молдино", которым более 50 лет руководил Е.А.Петров.
До 2014 года село являлось центром Молдинского сельского поселения.

## Население
| 1859 | 1989 | 2002 | 2010 |
| ---- | ---- | ---- | ---- |
| 85   | ↗475 | ↘448 | ↘417 |